# رحلة باوكن إير رقم 4101
رحلة باوكن إير رقم 4101 كانت طائرة من طراز بريتش أيروسبيس 146 تحطمت أثناء تنفيذها رحلة من مدينة ملقا الإسبانية إلى جيب مليلية الإسباني في شمال أفريقيا، وذلك في 25 سبتمبر 1998. أسفر الحادث عن مقتل جميع الركاب وأفراد الطاقم البالغ عددهم 38 شخصًا.

## الطائرة
الطائرة، وهي من طراز بريتش أيروسبيس 146 السلسلة 100 (BAe 146-100)، قامت بأول رحلة لها في عام 1983، وكانت سابع طائرة من هذا الطراز كانت سابع طائرة من هذا الطراز صنعت. تسلمت في البداية إلى الخطوط الجوية البريطانية، وبعد ذلك نقلت إلى شركة دان-إير لندن بعد عام واحد. ، وبعد ذالك نُقلت إلى شركة دان-إير لندن بعد عام واحد. وبعد أن أمضت الطائرة عدة سنوات في التخزين، استحوذت عليها شركة باوكن إير عند بدء عملياتها في سبتمبر 1995.

## الحادث
أقلعت الطائرة من المدرج 14 في مطار بابلو رويث بيكاسو بمدينة ملقا في الساعة 8:23 صباحًا بتوقيت إسبانيا، يوم 25 سبتمبر 1998. كان على متن الطائرة 34 راكبًا وأربعة من أفراد الطاقم. وكان يقود الرحلة القبطان دييغو كلافيرو مونيوث، البالغ من العمر 39 عامًا، ومساعده بارتولومي خيمينيث، البالغ من العمر 28 عامًا. سارت الرحلة بشكل طبيعي دون مشاكل، وفي ظل ظروف جوية معتدلة.
بدأت الطائرة الهبوط في الساعة 8:41 بتوقيت مليلية (6:41 بتوقيت المغرب). في منطقة رأس كاب تريس فوركاس (وهو الرأس الذي تقع عليه مدينة مليلية)، تكون الرؤية المنخفضة شائعة، حيث تتراكم السحب بين الوديان التي تشكلها الجبال الحادة في المنطقة. واستمر الهبوط في ظروف جوية تتطلب الطيران الآلي باستخدام الأجهزة. وخلال التواصل مع مراقبي الحركة الجوية، أبدى الطيار شكواه من الضباب، وكانت من آخر كلماته: “لا أرى شيئًا”.
في الساعة 6:49، سُمعت في قمرة القيادة إنذارات من نظام التحذير من اقتراب الأرض (TAWS أو GPWS) تنبه بوجود “أرض” قريبة، مما يشير إلى أن الطائرة كانت على ارتفاع منخفض جدًا. وفي الساعة 6:50، اصطدمت الطائرة بالأرض على ارتفاع 886 قدمًا (270 مترًا)، مما أدى إلى تحطمها.

## السبب
خلص التحقيق في الحادث إلى ما يلي:“استنادًا إلى الوقائع والتحليل الذي أُجري، توصلت اللجنة إلى أن الحادث نجم عن اصطدام الطائرة بالأرض أثناء الطيران في ظروف جوية آلية (IMC). وهذا يؤكد الفرضية التي وضعها أعضاء لجنة التحقيق منذ بداية عملهم، وهو أن الحادث يُصنّف ضمن حوادث التحكم بالطائرة أثناء الاصطدام بالأرض (CFIT)، نتيجة تضافر عدة عوامل، منها:
- عدم اتباع إجراءات الوصول، بما في ذلك الهبوط إلى ما دون الحد الأدنى للارتفاع الآمن.
- ضعف التنسيق بين أفراد الطاقم.
- عدم الالتزام بإجراءات الشركة المتعلقة بإنذارات نظام التحذير من اقتراب الأرض (GPWS).[بحاجة لمصدر]